# Nagy Dezső (színművész, 1941–2004)
Nagy Dezső (Temesvár, 1941. szeptember 20. – Kolozsvár, 2004. június 14.) erdélyi magyar színész, a kolozsvári magyar színház örökös tagja.

## Életpályája
1965-ben végzett a marosvásárhelyi Szentgyörgyi István Színművészeti Intézetben. Az egyetem elvégzése után a  kolozsvári Állami Magyar Színházhoz szerződött, ahol élete végéig játszott. Karakterszerepeket alakított, intrikus, excentrikus figurákat formált meg nagy sikerrel. Tévéjátékokban is szerepelt.

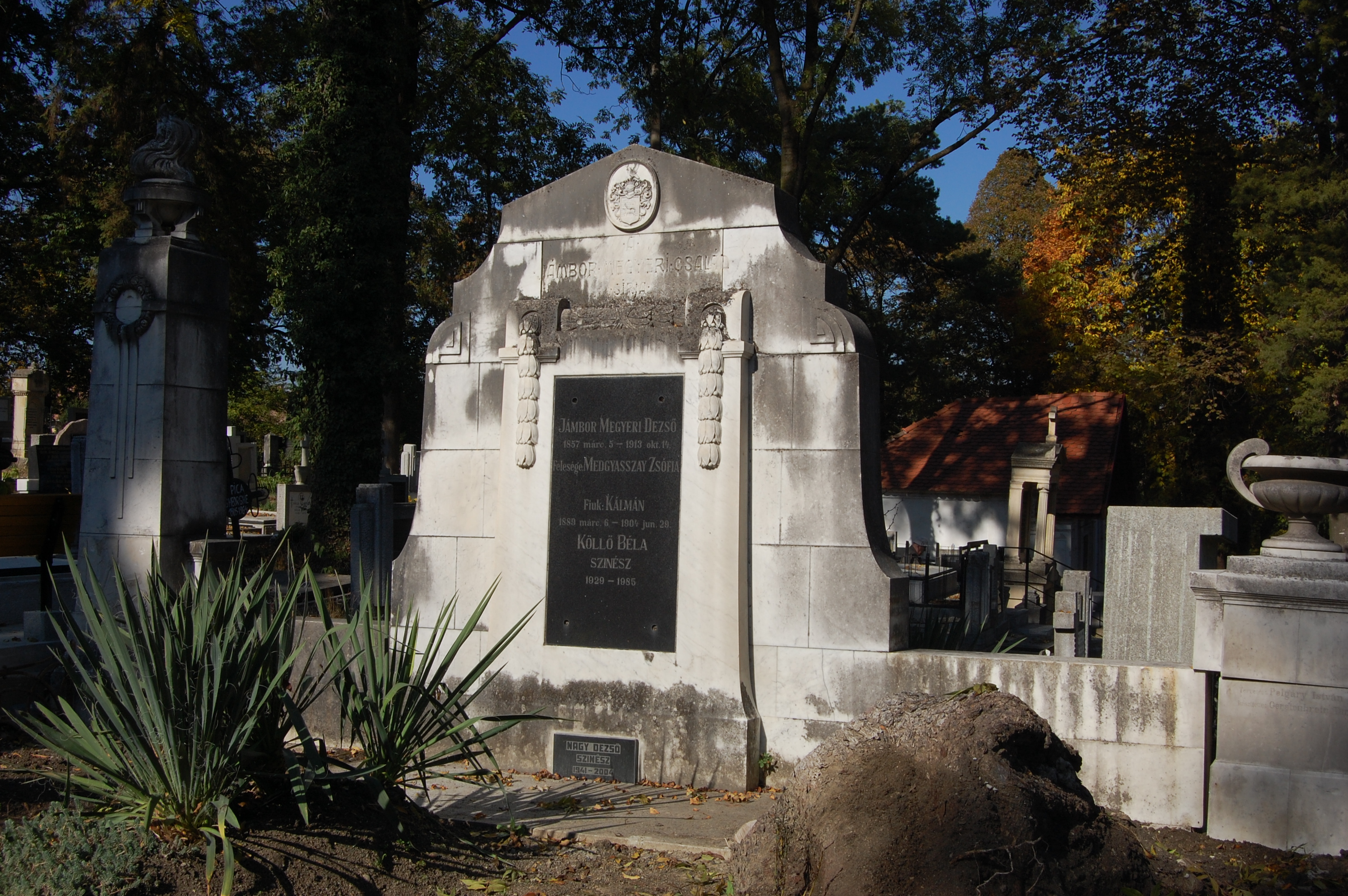
Köllő Béla színésztárssal közös sírja a Házsongárdi temetőben

## Főbb szerepei
A Színházi adattárban regisztrált bemutatóinak száma: 44.
- Biberách, Tiborc (Katona József: Bánk bán)
- Trofimov (Csehov: Cseresznyéskert)
- Paul (Neil Simon: Mezítláb a parkban)
- Günther (Sütő András: Egy lócsiszár virágvasárnapja)
- hitnyomozó (Sütő András: Csillag a máglyán)
- rendőrőrmester, provokátor (Mrożek: Rendőrség)
- apa (Spiró György: Csirkefej)

## Díjak
- Bánffy Miklós-vándordíj[2]
- 1994: Kovács György-díj[3]